# Jaroslavas Jakšto
Jaroslavas Jakšto (ur. 7 sierpnia 1980 w Wilnie) – litewski bokser, brązowy medalista mistrzostw Europy w 2004 roku, olimpijczyk.
W 2001 roku wystąpił na mistrzostwach świata w Belfaście w kategorii ciężkiej. Podczas turnieju stoczył dwie walki: w 1/16 finału wygrał ze Zdravomirem Dimitrijevicem, natomiast w 1/8 finału przegrał z Kubratem Pulewem. Rok później na mistrzostwach Europy w Permie doszedł do ćwierćfinału, gdzie przegrał z Wiaczesławem Użelkowem. Na mistrzostwach świata w Bangkoku w 2003 roku występując w kategorii superciężkiej doszedł do ćwierćfinału, przegrywając z Sebastianem Köberem.
W 2004 roku na mistrzostwach Europy w Puli odniósł swój największy sukces w karierze, zdobywając brązowy medal. Pokonał Tufika Basisi'ego i Esmira Kukica, natomiast w półfinale przegrał z późniejszym złotym medalistą Aleksandrem Powietkinem. W tym samym roku wystąpił na igrzyskach olimpijskich w Atenach, przegrywając w ćwierćfinale z Muhammadem Ali Ridą.
W 2005 roku na mistrzostwach świata w Mianyang przegrał już w pierwszej walce z Wjaczesławem Hłazkowem. Dwa lata później na mistrzostwach świata w Chicago pokonał Stefana Köbera i Magomieda Abdusałamowa, jednak w ćwierćfinale ponownie przegrał z Hłazkowem. Na igrzyskach olimpijskich w Pekinie w 2008 roku w pierwszej walce pokonał Nigeryjczyka Onorede Ehwareme, jednak w ćwierćfinale przegrał z Davidem Price'm.